# Купчинов, Борис Иванович
Борис Иванович Купчинов (бел. Барыс Іванавіч Купчынаў; 19 июня 1935, Минск — 23 июня 2009) — белорусский учёный в области материаловедения, трения и износа в машинах. Член-корреспондент Национальной академии наук Беларуси (1986), доктор технических наук (1976), профессор (1989). Заслуженный изобретатель БССР, лауреат Государственной премии БССР (1972).

## Биография
Борис Иванович Купчинов родился 19 июня 1935 года в Минске.
Окончил Белорусский институт инженеров железнодорожного транспорта (1959). 
С 1964 года — старший научный сотрудник, главный инженер.
В 1971 году назначен заведующим лабораторией. 
С 1989 года работает заведующим отделом.
С 2007 года — главный научный сотрудник Института механики металлополимерных систем им. В. А. Белого Национальной академии наук Беларуси.

## Научная деятельность
Работы в области трения и износа твердых тел, физики и механики композиционных материалов на основе полимеров, материаловедение в машиностроении. Заложил научные основы управления фрикционными характеристиками материалов при трении путем формирования в зоне контакта межфазных слоёв жидкокристаллической структуры. 
Создал новый класс антифрикционных материалов направленным изменением структуры макромолекул древесины, разработал конструктивно-технологические параметры их производства, развивает научное направление, связанное с изучением трибологии жидких кристаллов в технических и биологических узлах трения. Эти результаты вносят коренные изменения в существующие представления о механизме трения суставов и решают фундаментальные проблемы в области трибологии. 
На базе изучения механизма трения суставов были созданы принципиально новые методы и лекарственные препараты для лечения артритов и артрозов. Один из таких препаратов освоен НПРУП «Диалек» под фирменным названием «Диасинол». Создал импортозамещающие экологически чистые фрикционные материалы и смазочно-охлаждающие жидкости.
Автор более 400 научных работ, в том числе 5 монографий, 270 изобретений.

## Награды
Государственная премия БССР (1972) — за разработку теоретических основ создания композиционных материалов и конструкций из полимеров и металлополимеров и внедрение их в народное хозяйство. Награждён орденом Трудового Красного Знамени (1971), медалью.

## Основные работы
- Древесно-полимерные конструкционные материалы и изделия. Соч.: Наука и техника, 1980 (совм. с В. А. Белым, В. И. Врублевской).
- Технология конструкционных материалов и изделий на основе измельченных отходов древесины. Соч.: Наука и техника, 1992 (совм. с Н. В. Немогаем, С. Ф. Мельниковым).
- Введение в трибологию жидких кристаллов. Гомель: ИММС АНБ; «Информтрибо», 1993 (совм. с В. Г. Родненковым, С. Ф. Ермаковым).
- Биотрибология синовиальных суставов. Соч.: Знания, 1997 (совм. С С. Ф. Ермаковым, Е. Д. Белоенко).
- Жидкие кристаллы в технике и медицине. Мн., 2002 (совм. с С. Ф. Ермаковым, В. Г. Родненковым, Е. Д. Белоенко)[3].

## Память
- 23 июня 2025 года в Центральной городской библиотеке имени А.И. Герцена прошёл вечер памяти, посвящённый 90-летию со Дня рождения Б. И. Купчинова[4].